# Női kosárlabdatorna a 2024. évi nyári olimpiai játékokon
A 2024. évi nyári olimpiai játékokon a női kosárlabdatornát 2024. július 28. és augusztus 11. között rendezték. A csoportmérkőzéseket Lille-ben, a Stade Pierre-Mauroyban játszották, az egyenes kieséses mérkőzéseket pedig Párizsban, az Accor Arenában.

## Résztvevők
| Esemény                                        | Dátum                          | Helyszín  | Kvóta | Kvalifikált csapatok                                 |
| ---------------------------------------------- | ------------------------------ | --------- | ----- | ---------------------------------------------------- |
| Rendező                                        | —                              | —         | 1     | Franciaország (FRA)                                  |
| 2022-es világbajnokság                         | 2022. szeptember 22–október 1. | Sydney    | 1     | Egyesült Államok (USA)                               |
| 2024-es női kosárlabda olimpiai selejtezőtorna | 2024. február 8-11.            | Hszian    | 2     | Kína (CHN) · Puerto Rico (PUR)                       |
| 2024-es női kosárlabda olimpiai selejtezőtorna | 2024. február 8-11.            | Antwerpen | 2     | Belgium (BEL) · Nigéria (NGR)                        |
| 2024-es női kosárlabda olimpiai selejtezőtorna | 2024. február 8-11.            | Belém     | 3     | Ausztrália (AUS) · Németország (GER) · Szerbia (SRB) |
| 2024-es női kosárlabda olimpiai selejtezőtorna | 2024. február 8-11.            | Sopron    | 3     | Japán (JPN) · Spanyolország (ESP) · Kanada (CAN)     |
| Összesen                                       |                                |           | 12    |                                                      |

## Formátum
A 12 csapatot három csoportba osztották. A csoportok első két helyezettje és a két legjobb harmadik helyezett továbbjut a negyeddöntőbe. Az egyenes kieséses szakaszba jutott csapatokat rangsorolják, négy kalapba osztják és sorosolást tartanak a párosítások meghatározásához. A negyeddöntőtől egyenes kieséses rendszerben folytatódik a torna.

## Sorsolás
A csoportok sorsolását 2024. március 19-én tartották a FIBA székházában, a svájci Miesben.
Kiemelés
| 1. kalap                             | 2. kalap                         | 3. kalap                        | 4. kalap                            |
| ------------------------------------ | -------------------------------- | ------------------------------- | ----------------------------------- |
| Egyesült Államok · Kína · Ausztrália | Spanyolország · Kanada · Belgium | Franciaország · Japán · Szerbia | Puerto Rico · Nigéria · Németország |

## Csoportkör

### A csoport
| Hely. | Csapat              | M | Gy | V | P+  | P–  | Pk  | P | Továbbjutás |
| ----- | ------------------- | - | -- | - | --- | --- | --- | - | ----------- |
| 1.    | Spanyolország (ESP) | 3 | 3  | 0 | 223 | 213 | +10 | 6 | Negyeddöntő |
| 2.    | Szerbia (SRB)       | 3 | 2  | 1 | 201 | 184 | +17 | 5 | Negyeddöntő |
| 3.    | Kína (CHN)          | 3 | 1  | 2 | 228 | 229 | −1  | 4 |             |
| 4.    | Puerto Rico (PUR)   | 3 | 0  | 3 | 175 | 201 | −26 | 3 |             |

| 2024. július 28. 13:30 | Spanyolország (ESP)                             | 90–89 (h. u.) | Kína (CHN) | Stade Pierre-Mauroy, Lille Nézőszám: 27 021 Játékvezetők: Viola Györgyi (NOR), Maripier Malo (CAN), Praksch Péter (HUN) |
| 2024. július 28. 13:30 | (13–22, 20–15, 20–22, 23–17, 14–13) Jegyzőkönyv |               |            | Stade Pierre-Mauroy, Lille Nézőszám: 27 021 Játékvezetők: Viola Györgyi (NOR), Maripier Malo (CAN), Praksch Péter (HUN) |
| 2024. július 28. 13:30 | Gustafson 29                                    | Pont          | Li Y. 31   | Stade Pierre-Mauroy, Lille Nézőszám: 27 021 Játékvezetők: Viola Györgyi (NOR), Maripier Malo (CAN), Praksch Péter (HUN) |
| 2024. július 28. 13:30 | Gustafson 8                                     | Lepattanó     | Li Y. 15   | Stade Pierre-Mauroy, Lille Nézőszám: 27 021 Játékvezetők: Viola Györgyi (NOR), Maripier Malo (CAN), Praksch Péter (HUN) |
| 2024. július 28. 13:30 | Casas 8                                         | Gólpassz      | Li M. 11   | Stade Pierre-Mauroy, Lille Nézőszám: 27 021 Játékvezetők: Viola Györgyi (NOR), Maripier Malo (CAN), Praksch Péter (HUN) |

| 2024. július 28. 21:00 | Szerbia (SRB)                           | 58–55     | Puerto Rico (PUR) | Stade Pierre-Mauroy, Lille Nézőszám: 15 324 Játékvezetők: Maj Forsberg (DEN), James Boyer (AUS), Yann Davidson (MAD) |
| 2024. július 28. 21:00 | (23–15, 20–11, 12–10, 3–19) Jegyzőkönyv |           |                   | Stade Pierre-Mauroy, Lille Nézőszám: 15 324 Játékvezetők: Maj Forsberg (DEN), James Boyer (AUS), Yann Davidson (MAD) |
| 2024. július 28. 21:00 | Stanković 15                            | Pont      | San Antonio 11    | Stade Pierre-Mauroy, Lille Nézőszám: 15 324 Játékvezetők: Maj Forsberg (DEN), James Boyer (AUS), Yann Davidson (MAD) |
| 2024. július 28. 21:00 | Stanković 10                            | Lepattanó | három játékos 6   | Stade Pierre-Mauroy, Lille Nézőszám: 15 324 Játékvezetők: Maj Forsberg (DEN), James Boyer (AUS), Yann Davidson (MAD) |
| 2024. július 28. 21:00 | Anderson 8                              | Gólpassz  | Rosado 7          | Stade Pierre-Mauroy, Lille Nézőszám: 15 324 Játékvezetők: Maj Forsberg (DEN), James Boyer (AUS), Yann Davidson (MAD) |

| 2024. július 31. 11:00 | Puerto Rico (PUR)                      | 62–63     | Spanyolország (ESP) | Stade Pierre-Mauroy, Lille Nézőszám: 23 942 Játékvezetők: Andrés Bartel (URU), Maripier Malo (CAN), Yevgeniy Mikheyev (KAZ) |
| 2024. július 31. 11:00 | (9–18, 16–21, 19–5, 18–19) Jegyzőkönyv |           |                     | Stade Pierre-Mauroy, Lille Nézőszám: 23 942 Játékvezetők: Andrés Bartel (URU), Maripier Malo (CAN), Yevgeniy Mikheyev (KAZ) |
| 2024. július 31. 11:00 | Guirantes 15                           | Pont      | Gustafson 18        | Stade Pierre-Mauroy, Lille Nézőszám: 23 942 Játékvezetők: Andrés Bartel (URU), Maripier Malo (CAN), Yevgeniy Mikheyev (KAZ) |
| 2024. július 31. 11:00 | Hollingshed 12                         | Lepattanó | Gustafson 13        | Stade Pierre-Mauroy, Lille Nézőszám: 23 942 Játékvezetők: Andrés Bartel (URU), Maripier Malo (CAN), Yevgeniy Mikheyev (KAZ) |
| 2024. július 31. 11:00 | Guirantes 4                            | Gólpassz  | Ortiz               | Stade Pierre-Mauroy, Lille Nézőszám: 23 942 Játékvezetők: Andrés Bartel (URU), Maripier Malo (CAN), Yevgeniy Mikheyev (KAZ) |

| 2024. július 31. 13:30 | Kína (CHN)                              | 59–81     | Szerbia (SRB) | Stade Pierre-Mauroy, Lille Nézőszám: 23 942 Játékvezetők: Martin Vulić (CRO), Maj Forsberg (DEN), James Boyer (AUS) |
| 2024. július 31. 13:30 | (17–23, 22–22, 11–17, 9–19) Jegyzőkönyv |           |               | Stade Pierre-Mauroy, Lille Nézőszám: 23 942 Játékvezetők: Martin Vulić (CRO), Maj Forsberg (DEN), James Boyer (AUS) |
| 2024. július 31. 13:30 | Han, Wang 11                            | Pont      | Anderson 15   | Stade Pierre-Mauroy, Lille Nézőszám: 23 942 Játékvezetők: Martin Vulić (CRO), Maj Forsberg (DEN), James Boyer (AUS) |
| 2024. július 31. 13:30 | Li Yue. 11                              | Lepattanó | Krajišnik 11  | Stade Pierre-Mauroy, Lille Nézőszám: 23 942 Játékvezetők: Martin Vulić (CRO), Maj Forsberg (DEN), James Boyer (AUS) |
| 2024. július 31. 13:30 | Wang, Yang L. 5                         | Gólpassz  | Anderson 6    | Stade Pierre-Mauroy, Lille Nézőszám: 23 942 Játékvezetők: Martin Vulić (CRO), Maj Forsberg (DEN), James Boyer (AUS) |

| 2024. augusztus 3. 11:00 | Kína (CHN)                               | 80–58     | Puerto Rico (PUR) | Stade Pierre-Mauroy, Lille Nézőszám: 26 595 Játékvezetők: Omar Bermúdez (MEX), Rabah Noujaim (LBN), Maripier Malo (CAN) |
| 2024. augusztus 3. 11:00 | (17–11, 23–18, 22–16, 18–13) Jegyzőkönyv |           |                   | Stade Pierre-Mauroy, Lille Nézőszám: 26 595 Játékvezetők: Omar Bermúdez (MEX), Rabah Noujaim (LBN), Maripier Malo (CAN) |
| 2024. augusztus 3. 11:00 | Li M. 18                                 | Pont      | Guirantes 20      | Stade Pierre-Mauroy, Lille Nézőszám: 26 595 Játékvezetők: Omar Bermúdez (MEX), Rabah Noujaim (LBN), Maripier Malo (CAN) |
| 2024. augusztus 3. 11:00 | Han 9                                    | Lepattanó | Hollingshed 8     | Stade Pierre-Mauroy, Lille Nézőszám: 26 595 Játékvezetők: Omar Bermúdez (MEX), Rabah Noujaim (LBN), Maripier Malo (CAN) |
| 2024. augusztus 3. 11:00 | Li M. 7                                  | Gólpassz  | Rosado 5          | Stade Pierre-Mauroy, Lille Nézőszám: 26 595 Játékvezetők: Omar Bermúdez (MEX), Rabah Noujaim (LBN), Maripier Malo (CAN) |

| 2024. augusztus 3. 13:30 | Szerbia (SRB)                            | 62–70     | Spanyolország (ESP) | Stade Pierre-Mauroy, Lille Nézőszám: 26 595 Játékvezetők: Takaki Kato (JPN), Viola Györgyi (NOR), Yann Davidson (MAD) |
| 2024. augusztus 3. 13:30 | (13–16, 15–21, 10–18, 24–15) Jegyzőkönyv |           |                     | Stade Pierre-Mauroy, Lille Nézőszám: 26 595 Játékvezetők: Takaki Kato (JPN), Viola Györgyi (NOR), Yann Davidson (MAD) |
| 2024. augusztus 3. 13:30 | Anderson 18                              | Pont      | Conde 15            | Stade Pierre-Mauroy, Lille Nézőszám: 26 595 Játékvezetők: Takaki Kato (JPN), Viola Györgyi (NOR), Yann Davidson (MAD) |
| 2024. augusztus 3. 13:30 | Stanković 5                              | Lepattanó | Gustafson 9         | Stade Pierre-Mauroy, Lille Nézőszám: 26 595 Játékvezetők: Takaki Kato (JPN), Viola Györgyi (NOR), Yann Davidson (MAD) |
| 2024. augusztus 3. 13:30 | Anderson 7                               | Gólpassz  | Gil 7               | Stade Pierre-Mauroy, Lille Nézőszám: 26 595 Játékvezetők: Takaki Kato (JPN), Viola Györgyi (NOR), Yann Davidson (MAD) |

### B csoport
| Hely. | Csapat                  | M | Gy | V | P+  | P–  | Pk  | P | Továbbjutás |
| ----- | ----------------------- | - | -- | - | --- | --- | --- | - | ----------- |
| 1.    | Franciaország (FRA) (R) | 3 | 2  | 1 | 222 | 187 | +35 | 5 | Negyeddöntő |
| 2.    | Ausztrália (AUS)        | 3 | 2  | 1 | 211 | 212 | −1  | 5 | Negyeddöntő |
| 3.    | Nigéria (NGR)           | 3 | 2  | 1 | 208 | 207 | +1  | 5 | Negyeddöntő |
| 4.    | Kanada (CAN)            | 3 | 0  | 3 | 189 | 224 | −35 | 3 |             |

1. 1 2 3  Franciaország 3 pont, +14 Pk; Ausztrália 3 pont, −6 Pk; Nigéria 3 pont, −8 Pk.

| 2024. július 29. 11:00 | Nigéria (NGR)                            | 75–62     | Ausztrália (AUS) | Stade Pierre-Mauroy, Lille Nézőszám: 24 023 Játékvezetők: Amy Bonner (USA), Rabah Noujaim (LBN), Jenna Reneau (USA) |
| 2024. július 29. 11:00 | (18–17, 23–11, 10–19, 24–15) Jegyzőkönyv |           |                  | Stade Pierre-Mauroy, Lille Nézőszám: 24 023 Játékvezetők: Amy Bonner (USA), Rabah Noujaim (LBN), Jenna Reneau (USA) |
| 2024. július 29. 11:00 | Kalu 19                                  | Pont      | Smith 15         | Stade Pierre-Mauroy, Lille Nézőszám: 24 023 Játékvezetők: Amy Bonner (USA), Rabah Noujaim (LBN), Jenna Reneau (USA) |
| 2024. július 29. 11:00 | Kunaiyi-Akpannah, Musa 7                 | Lepattanó | Talbot 10        | Stade Pierre-Mauroy, Lille Nézőszám: 24 023 Játékvezetők: Amy Bonner (USA), Rabah Noujaim (LBN), Jenna Reneau (USA) |
| 2024. július 29. 11:00 | Amukamara 9                              | Gólpassz  | Talbot 12        | Stade Pierre-Mauroy, Lille Nézőszám: 24 023 Játékvezetők: Amy Bonner (USA), Rabah Noujaim (LBN), Jenna Reneau (USA) |

| 2024. július 29. 17:15 | Kanada (CAN)                            | 54–75     | Franciaország (FRA) | Stade Pierre-Mauroy, Lille Nézőszám: 20 211 Játékvezetők: Boris Krejić (SLO), Blanca Burns (USA), Ariadna Chueca (ESP) |
| 2024. július 29. 17:15 | (18–15, 2–23, 16–15, 18–22) Jegyzőkönyv |           |                     | Stade Pierre-Mauroy, Lille Nézőszám: 20 211 Játékvezetők: Boris Krejić (SLO), Blanca Burns (USA), Ariadna Chueca (ESP) |
| 2024. július 29. 17:15 | Colley, Nurse 11                        | Pont      | Badiane 13          | Stade Pierre-Mauroy, Lille Nézőszám: 20 211 Játékvezetők: Boris Krejić (SLO), Blanca Burns (USA), Ariadna Chueca (ESP) |
| 2024. július 29. 17:15 | Alexander 10                            | Lepattanó | Badiane 6           | Stade Pierre-Mauroy, Lille Nézőszám: 20 211 Játékvezetők: Boris Krejić (SLO), Blanca Burns (USA), Ariadna Chueca (ESP) |
| 2024. július 29. 17:15 | Colley 6                                | Gólpassz  | Williams 8          | Stade Pierre-Mauroy, Lille Nézőszám: 20 211 Játékvezetők: Boris Krejić (SLO), Blanca Burns (USA), Ariadna Chueca (ESP) |

| 2024. augusztus 1. 13:30 | Ausztrália (AUS)                         | 70–65     | Kanada (CAN) | Stade Pierre-Mauroy, Lille Nézőszám: 20 962 Játékvezetők: Andrés Bartel (URU), Rabah Noujaim (LBN), Jenna Reneau (USA) |
| 2024. augusztus 1. 13:30 | (18–16, 20–16, 13–12, 19–21) Jegyzőkönyv |           |              | Stade Pierre-Mauroy, Lille Nézőszám: 20 962 Játékvezetők: Andrés Bartel (URU), Rabah Noujaim (LBN), Jenna Reneau (USA) |
| 2024. augusztus 1. 13:30 | Whitcomb 19                              | Pont      | Carleton 19  | Stade Pierre-Mauroy, Lille Nézőszám: 20 962 Játékvezetők: Andrés Bartel (URU), Rabah Noujaim (LBN), Jenna Reneau (USA) |
| 2024. augusztus 1. 13:30 | Talbot 9                                 | Lepattanó | Carleton 8   | Stade Pierre-Mauroy, Lille Nézőszám: 20 962 Játékvezetők: Andrés Bartel (URU), Rabah Noujaim (LBN), Jenna Reneau (USA) |
| 2024. augusztus 1. 13:30 | Whitcomb 10                              | Gólpassz  | Achonwa 8    | Stade Pierre-Mauroy, Lille Nézőszám: 20 962 Játékvezetők: Andrés Bartel (URU), Rabah Noujaim (LBN), Jenna Reneau (USA) |

| 2024. augusztus 1. 17:15 | Franciaország (FRA)                     | 75–54     | Nigéria (NGR) | Stade Pierre-Mauroy, Lille Nézőszám: 17 483 Játékvezetők: Amy Bonner (USA), Carlos Peralta (ECU), Praksch Péter (HUN) |
| 2024. augusztus 1. 17:15 | (24–20, 14–11, 16–8, 21–15) Jegyzőkönyv |           |               | Stade Pierre-Mauroy, Lille Nézőszám: 17 483 Játékvezetők: Amy Bonner (USA), Carlos Peralta (ECU), Praksch Péter (HUN) |
| 2024. augusztus 1. 17:15 | Johannès 15                             | Pont      | Kalu 18       | Stade Pierre-Mauroy, Lille Nézőszám: 17 483 Játékvezetők: Amy Bonner (USA), Carlos Peralta (ECU), Praksch Péter (HUN) |
| 2024. augusztus 1. 17:15 | Badiane 6                               | Lepattanó | Musa 9        | Stade Pierre-Mauroy, Lille Nézőszám: 17 483 Játékvezetők: Amy Bonner (USA), Carlos Peralta (ECU), Praksch Péter (HUN) |
| 2024. augusztus 1. 17:15 | Williams 7                              | Gólpassz  | Amukamara 5   | Stade Pierre-Mauroy, Lille Nézőszám: 17 483 Játékvezetők: Amy Bonner (USA), Carlos Peralta (ECU), Praksch Péter (HUN) |

| 2024. augusztus 4. 13:30 | Kanada (CAN)                            | 70–79     | Nigéria (NGR)      | Stade Pierre-Mauroy, Lille Nézőszám: 27 107 Játékvezetők: Amy Bonner (USA), Blanca Burns (USA), Ariadna Chueca (ESP) |
| 2024. augusztus 4. 13:30 | (18–18, 23–19, 5–23, 24–19) Jegyzőkönyv |           |                    | Stade Pierre-Mauroy, Lille Nézőszám: 27 107 Játékvezetők: Amy Bonner (USA), Blanca Burns (USA), Ariadna Chueca (ESP) |
| 2024. augusztus 4. 13:30 | Colley 17                               | Pont      | Kalu 21            | Stade Pierre-Mauroy, Lille Nézőszám: 27 107 Játékvezetők: Amy Bonner (USA), Blanca Burns (USA), Ariadna Chueca (ESP) |
| 2024. augusztus 4. 13:30 | Amihere 11                              | Lepattanó | Kunaiyi-Akpannah 7 | Stade Pierre-Mauroy, Lille Nézőszám: 27 107 Játékvezetők: Amy Bonner (USA), Blanca Burns (USA), Ariadna Chueca (ESP) |
| 2024. augusztus 4. 13:30 | öt játékos 2                            | Gólpassz  | Amukamara 6        | Stade Pierre-Mauroy, Lille Nézőszám: 27 107 Játékvezetők: Amy Bonner (USA), Blanca Burns (USA), Ariadna Chueca (ESP) |

| 2024. augusztus 4. 21:00 | Ausztrália (AUS)                         | 79–72     | Franciaország (FRA) | Stade Pierre-Mauroy, Lille Nézőszám: 27 193 Játékvezetők: Luis Castillo (ESP), Maj Forsberg (DEN), Jenna Reneau (USA) |
| 2024. augusztus 4. 21:00 | (19–17, 15–17, 25–16, 20–22) Jegyzőkönyv |           |                     | Stade Pierre-Mauroy, Lille Nézőszám: 27 193 Játékvezetők: Luis Castillo (ESP), Maj Forsberg (DEN), Jenna Reneau (USA) |
| 2024. augusztus 4. 21:00 | Madgen 18                                | Pont      | Williams 15         | Stade Pierre-Mauroy, Lille Nézőszám: 27 193 Játékvezetők: Luis Castillo (ESP), Maj Forsberg (DEN), Jenna Reneau (USA) |
| 2024. augusztus 4. 21:00 | Magbegor, Talbot 6                       | Lepattanó | Badiane 6           | Stade Pierre-Mauroy, Lille Nézőszám: 27 193 Játékvezetők: Luis Castillo (ESP), Maj Forsberg (DEN), Jenna Reneau (USA) |
| 2024. augusztus 4. 21:00 | Whitcomb 7                               | Gólpassz  | Bernies 4           | Stade Pierre-Mauroy, Lille Nézőszám: 27 193 Játékvezetők: Luis Castillo (ESP), Maj Forsberg (DEN), Jenna Reneau (USA) |

### C csoport
| Hely. | Csapat                 | M | Gy | V | P+  | P–  | Pk  | P | Továbbjutás |
| ----- | ---------------------- | - | -- | - | --- | --- | --- | - | ----------- |
| 1.    | Egyesült Államok (USA) | 3 | 3  | 0 | 276 | 218 | +58 | 6 | Negyeddöntő |
| 2.    | Németország (GER)      | 3 | 2  | 1 | 226 | 220 | +6  | 5 | Negyeddöntő |
| 3.    | Belgium (BEL)          | 3 | 1  | 2 | 228 | 228 | 0   | 4 | Negyeddöntő |
| 4.    | Japán (JPN)            | 3 | 0  | 3 | 198 | 262 | −64 | 3 |             |

| 2024. július 29. 13:30 | Németország (GER)                        | 83–69     | Belgium (BEL) | Stade Pierre-Mauroy, Lille Nézőszám: 20 211 Játékvezetők: Martin Vulić (CRO), Carlos Peralta (ECU), Yann Davidson (MAD) |
| 2024. július 29. 13:30 | (25–11, 21–14, 14–17, 23–27) Jegyzőkönyv |           |               | Stade Pierre-Mauroy, Lille Nézőszám: 20 211 Játékvezetők: Martin Vulić (CRO), Carlos Peralta (ECU), Yann Davidson (MAD) |
| 2024. július 29. 13:30 | S. Sabally 17                            | Pont      | Meesseman 25  | Stade Pierre-Mauroy, Lille Nézőszám: 20 211 Játékvezetők: Martin Vulić (CRO), Carlos Peralta (ECU), Yann Davidson (MAD) |
| 2024. július 29. 13:30 | Gülich 7                                 | Lepattanó | Linskens 6    | Stade Pierre-Mauroy, Lille Nézőszám: 20 211 Játékvezetők: Martin Vulić (CRO), Carlos Peralta (ECU), Yann Davidson (MAD) |
| 2024. július 29. 13:30 | Peterson 8                               | Gólpassz  | Vanloo 6      | Stade Pierre-Mauroy, Lille Nézőszám: 20 211 Játékvezetők: Martin Vulić (CRO), Carlos Peralta (ECU), Yann Davidson (MAD) |

| 2024. július 29. 21:00 | Egyesült Államok (USA)                   | 102–76    | Japán (JPN)         | Stade Pierre-Mauroy, Lille Nézőszám: 13 040 Játékvezetők: Luis Castillo (ESP), Viola Györgyi (NOR), Yevgeniy Mikheyev (KAZ) |
| 2024. július 29. 21:00 | (22–15, 28–24, 29–18, 23–19) Jegyzőkönyv |           |                     | Stade Pierre-Mauroy, Lille Nézőszám: 13 040 Játékvezetők: Luis Castillo (ESP), Viola Györgyi (NOR), Yevgeniy Mikheyev (KAZ) |
| 2024. július 29. 21:00 | Wilson 24                                | Pont      | Takada 24           | Stade Pierre-Mauroy, Lille Nézőszám: 13 040 Játékvezetők: Luis Castillo (ESP), Viola Györgyi (NOR), Yevgeniy Mikheyev (KAZ) |
| 2024. július 29. 21:00 | Wilson 13                                | Lepattanó | négy játékos 3      | Stade Pierre-Mauroy, Lille Nézőszám: 13 040 Játékvezetők: Luis Castillo (ESP), Viola Györgyi (NOR), Yevgeniy Mikheyev (KAZ) |
| 2024. július 29. 21:00 | Gray 13                                  | Gólpassz  | Machida, Yamamoto 5 | Stade Pierre-Mauroy, Lille Nézőszám: 13 040 Játékvezetők: Luis Castillo (ESP), Viola Györgyi (NOR), Yevgeniy Mikheyev (KAZ) |

| 2024. augusztus 1. 11:00 | Japán (JPN)                              | 64–75     | Németország (GER)      | Stade Pierre-Mauroy, Lille Nézőszám: 20 962 Játékvezetők: Gatis Saliņš (LAT), Viola Györgyi (NOR), Yevgeniy Mikheyev (KAZ) |
| 2024. augusztus 1. 11:00 | (16–21, 20–21, 13–17, 15–16) Jegyzőkönyv |           |                        | Stade Pierre-Mauroy, Lille Nézőszám: 20 962 Játékvezetők: Gatis Saliņš (LAT), Viola Györgyi (NOR), Yevgeniy Mikheyev (KAZ) |
| 2024. augusztus 1. 11:00 | Takada 15                                | Pont      | S. Sabally 33          | Stade Pierre-Mauroy, Lille Nézőszám: 20 962 Játékvezetők: Gatis Saliņš (LAT), Viola Györgyi (NOR), Yevgeniy Mikheyev (KAZ) |
| 2024. augusztus 1. 11:00 | Akaho 8                                  | Lepattanó | Gülich, Geiselsöder 10 | Stade Pierre-Mauroy, Lille Nézőszám: 20 962 Játékvezetők: Gatis Saliņš (LAT), Viola Györgyi (NOR), Yevgeniy Mikheyev (KAZ) |
| 2024. augusztus 1. 11:00 | Machida 9                                | Gólpassz  | Fiebich 6              | Stade Pierre-Mauroy, Lille Nézőszám: 20 962 Játékvezetők: Gatis Saliņš (LAT), Viola Györgyi (NOR), Yevgeniy Mikheyev (KAZ) |

| 2024. augusztus 1. 21:00 | Belgium (BEL)                            | 74–87     | Egyesült Államok (USA) | Stade Pierre-Mauroy, Lille Nézőszám: 25 044 Játékvezetők: Wojciech Liszka (POL), Luis Castillo (ESP), Ariadna Chueca (ESP) |
| 2024. augusztus 1. 21:00 | (23–23, 15–23, 15–14, 21–27) Jegyzőkönyv |           |                        | Stade Pierre-Mauroy, Lille Nézőszám: 25 044 Játékvezetők: Wojciech Liszka (POL), Luis Castillo (ESP), Ariadna Chueca (ESP) |
| 2024. augusztus 1. 21:00 | Meesseman 24                             | Pont      | Stewart 26             | Stade Pierre-Mauroy, Lille Nézőszám: 25 044 Játékvezetők: Wojciech Liszka (POL), Luis Castillo (ESP), Ariadna Chueca (ESP) |
| 2024. augusztus 1. 21:00 | Delaere, Linskens                        | Lepattanó | Wilson 13              | Stade Pierre-Mauroy, Lille Nézőszám: 25 044 Játékvezetők: Wojciech Liszka (POL), Luis Castillo (ESP), Ariadna Chueca (ESP) |
| 2024. augusztus 1. 21:00 | Delaere 8                                | Gólpassz  | Ionescu 5              | Stade Pierre-Mauroy, Lille Nézőszám: 25 044 Játékvezetők: Wojciech Liszka (POL), Luis Castillo (ESP), Ariadna Chueca (ESP) |

| 2024. augusztus 4. 11:00 | Japán (JPN)                             | 58–85     | Belgium (BEL) | Stade Pierre-Mauroy, Lille Nézőszám: 25 134 Játékvezetők: Boris Krejić (SLO), Wojciech Liszka (POL), Péter Praksch (HUN) |
| 2024. augusztus 4. 11:00 | (7–19, 16–20, 16–22, 19–24) Jegyzőkönyv |           |               | Stade Pierre-Mauroy, Lille Nézőszám: 25 134 Játékvezetők: Boris Krejić (SLO), Wojciech Liszka (POL), Péter Praksch (HUN) |
| 2024. augusztus 4. 11:00 | Hayashi 13                              | Pont      | Meesseman 30  | Stade Pierre-Mauroy, Lille Nézőszám: 25 134 Játékvezetők: Boris Krejić (SLO), Wojciech Liszka (POL), Péter Praksch (HUN) |
| 2024. augusztus 4. 11:00 | Akaho 5                                 | Lepattanó | Meesseman 11  | Stade Pierre-Mauroy, Lille Nézőszám: 25 134 Játékvezetők: Boris Krejić (SLO), Wojciech Liszka (POL), Péter Praksch (HUN) |
| 2024. augusztus 4. 11:00 | Machida, Miyazaki 4                     | Gólpassz  | Massey 7      | Stade Pierre-Mauroy, Lille Nézőszám: 25 134 Játékvezetők: Boris Krejić (SLO), Wojciech Liszka (POL), Péter Praksch (HUN) |

| 2024. augusztus 4. 17:15 | Németország (GER)                        | 68–87     | Egyesült Államok (USA) | Stade Pierre-Mauroy, Lille Nézőszám: 25 844 Játékvezetők: Julio Anaya (PAN), Gatis Saliņš (LAT), Viola Györgyi (NOR) |
| 2024. augusztus 4. 17:15 | (19–16, 10–25, 17–28, 22–18) Jegyzőkönyv |           |                        | Stade Pierre-Mauroy, Lille Nézőszám: 25 844 Játékvezetők: Julio Anaya (PAN), Gatis Saliņš (LAT), Viola Györgyi (NOR) |
| 2024. augusztus 4. 17:15 | S. Sabally 15                            | Pont      | Young 19               | Stade Pierre-Mauroy, Lille Nézőszám: 25 844 Játékvezetők: Julio Anaya (PAN), Gatis Saliņš (LAT), Viola Györgyi (NOR) |
| 2024. augusztus 4. 17:15 | Geiselsöder 8                            | Lepattanó | Collier 7              | Stade Pierre-Mauroy, Lille Nézőszám: 25 844 Játékvezetők: Julio Anaya (PAN), Gatis Saliņš (LAT), Viola Györgyi (NOR) |
| 2024. augusztus 4. 17:15 | Peterson 4                               | Gólpassz  | három játékos 5        | Stade Pierre-Mauroy, Lille Nézőszám: 25 844 Játékvezetők: Julio Anaya (PAN), Gatis Saliņš (LAT), Viola Györgyi (NOR) |

### Harmadik helyezett csapatok sorrendje
| Hely. | Cs | Csapat        | M | Gy | V | P+  | P–  | Pk | P | Továbbjutás |
| ----- | -- | ------------- | - | -- | - | --- | --- | -- | - | ----------- |
| 1.    | B  | Nigéria (NGR) | 3 | 2  | 1 | 208 | 207 | +1 | 5 | Negyeddöntő |
| 2.    | C  | Belgium (BEL) | 3 | 1  | 2 | 228 | 228 | 0  | 4 | Negyeddöntő |
| 3.    | A  | Kína (CHN)    | 3 | 1  | 2 | 228 | 229 | −1 | 4 |             |

## Egyenes kieséses szakasz
A negyeddöntő párosításait sorsolás döntötte el, melyet a csoportkör befejezése utána tartottak.
A csapatokat négy kalapba osztották:
- A D kalapba került a legjobb rangsorolású két csoportelső.
- Az E kalapba került a harmadik csoportelső és a legjobb csoportmásodik.
- Az F kalapa került a maradék két csoportmásodik.
- A G kalapba került a két továbbjutott csoportharmadik.

A sorsolás kritériumai:
- Egy D kalapos csapatot egy G kalapos csapattal, egy E kalapos csapatot egy F kalapos csapattal párosítottak.
- Az azonos csoportból érkezők nem játszhattak egymással a negyeddöntőben.
- A D kalapba sorolt csapatok nem találkozhattak egymással az elődöntőben.

### Rangsorolás
| Hely. | Csapat                 | M | Gy | V | P+  | P–  | Pk  | P | Továbbjutás |
| ----- | ---------------------- | - | -- | - | --- | --- | --- | - | ----------- |
| 1.    | Egyesült Államok (USA) | 3 | 3  | 0 | 276 | 218 | +58 | 6 | D kalap     |
| 2.    | Spanyolország (ESP)    | 3 | 3  | 0 | 223 | 213 | +10 | 6 | D kalap     |
|       |                        |   |    |   |     |     |     |   |             |
| 3.    | Franciaország (FRA)    | 3 | 2  | 1 | 222 | 187 | +35 | 5 | E kalap     |
| 4.    | Szerbia (SRB)          | 3 | 2  | 1 | 201 | 184 | +17 | 5 | E kalap     |
|       |                        |   |    |   |     |     |     |   |             |
| 5.    | Németország (GER)      | 3 | 2  | 1 | 226 | 220 | +6  | 5 | F kalap     |
| 6.    | Ausztrália (AUS)       | 3 | 2  | 1 | 211 | 212 | −1  | 5 | F kalap     |
|       |                        |   |    |   |     |     |     |   |             |
| 7.    | Nigéria (NGR)          | 3 | 2  | 1 | 208 | 207 | +1  | 5 | G kalap     |
| 8.    | Belgium (BEL)          | 3 | 1  | 2 | 228 | 228 | 0   | 4 | G kalap     |

### Ágrajz
|  |                        |                        |                        |                        |    |                        |                        |               |               |               |               |       |       |
|  | Negyeddöntők           | Negyeddöntők           | Negyeddöntők           |                        |    | Elődöntők              | Elődöntők              | Elődöntők     |               |               | Döntő         | Döntő | Döntő |
|  | Negyeddöntők           | Negyeddöntők           | Negyeddöntők           |                        |    | Elődöntők              | Elődöntők              | Elődöntők     |               |               | Döntő         | Döntő | Döntő |
|  | augusztus 7.           |                        |                        |                        |    |                        |                        |               |               |               |               |       |       |
|  |                        |                        |                        |                        |    |                        |                        |               |               |               |               |       |       |
|  | Németország (GER)      | Németország (GER)      | 71                     |                        |    |                        |                        |               |               |               |               |       |       |
|  | Németország (GER)      | Németország (GER)      | 71                     | augusztus 9.           |    |                        |                        |               |               |               |               |       |       |
|  | Franciaország (FRA)    | Franciaország (FRA)    | 84                     |                        |    |                        |                        |               |               |               |               |       |       |
|  | Franciaország (FRA)    | Franciaország (FRA)    | 84                     |                        |    | Franciaország (FRA)    | Franciaország (FRA)    | 81            |               |               |               |       |       |
|  | augusztus 7.           |                        |                        |                        |    | Franciaország (FRA)    | Franciaország (FRA)    | 81            |               |               |               |       |       |
|  |                        |                        | Belgium (BEL)          | Belgium (BEL)          | 75 |                        |                        |               |               |               |               |       |       |
|  | Spanyolország (ESP)    | Spanyolország (ESP)    | Belgium (BEL)          | Belgium (BEL)          | 75 | 66                     |                        |               |               |               |               |       |       |
|  | Spanyolország (ESP)    | Spanyolország (ESP)    |                        |                        |    | 66                     | augusztus 11.          |               |               |               |               |       |       |
|  | Belgium (BEL)          | Belgium (BEL)          | 79                     |                        |    |                        |                        |               |               |               |               |       |       |
|  | Belgium (BEL)          | Belgium (BEL)          | 79                     |                        |    | Franciaország (FRA)    | Franciaország (FRA)    | 66            |               |               |               |       |       |
|  | augusztus 7.           |                        |                        |                        |    | Franciaország (FRA)    | Franciaország (FRA)    | 66            |               |               |               |       |       |
|  |                        |                        | Egyesült Államok (USA) | Egyesült Államok (USA) | 67 |                        |                        |               |               |               |               |       |       |
|  | Nigéria (NGR)          | Nigéria (NGR)          | Egyesült Államok (USA) | Egyesült Államok (USA) | 67 | 74                     |                        |               |               |               |               |       |       |
|  | Nigéria (NGR)          | Nigéria (NGR)          | augusztus 9.           |                        |    | 74                     |                        |               |               |               |               |       |       |
|  | Egyesült Államok (USA) | Egyesült Államok (USA) | 88                     |                        |    |                        |                        |               |               |               |               |       |       |
|  | Egyesült Államok (USA) | Egyesült Államok (USA) | 88                     |                        |    | Egyesült Államok (USA) | Egyesült Államok (USA) | 85            | Bronzmérkőzés | Bronzmérkőzés | Bronzmérkőzés |       |       |
|  | augusztus 7.           |                        |                        |                        |    | Egyesült Államok (USA) | Egyesült Államok (USA) | 85            | Bronzmérkőzés | Bronzmérkőzés | Bronzmérkőzés |       |       |
|  |                        |                        | Ausztrália (AUS)       | Ausztrália (AUS)       | 64 |                        |                        | augusztus 11. | augusztus 11. | augusztus 11. |               |       |       |
|  | Szerbia (SRB)          | Szerbia (SRB)          | Ausztrália (AUS)       | Ausztrália (AUS)       | 64 | 67                     |                        | augusztus 11. | augusztus 11. | augusztus 11. |               |       |       |
|  | Szerbia (SRB)          | Szerbia (SRB)          |                        |                        |    |                        |                        | Belgium (BEL) | Belgium (BEL) | 81            |               |       |       |
|  | Ausztrália (AUS)       | Ausztrália (AUS)       | 85                     |                        |    |                        |                        | Belgium (BEL) | Belgium (BEL) | 81            |               |       |       |
|  | Ausztrália (AUS)       | Ausztrália (AUS)       | 85                     |                        |    | Ausztrália (AUS)       | Ausztrália (AUS)       | 85            |               |               |               |       |       |
|  |                        |                        |                        |                        |    | Ausztrália (AUS)       | Ausztrália (AUS)       | 85            |               |               |               |       |       |

### Negyeddöntők
| 2024. augusztus 7. 11:00 | Szerbia (SRB)                            | 67–85     | Ausztrália (AUS) | Accor Arena, Párizs Nézőszám: 12 337 Játékvezetők: Martin Vulić (CRO), Ariadna Chueca (ESP), Yevgeniy Mikheyev (KAZ) |
| 2024. augusztus 7. 11:00 | (19–26, 11–22, 18–24, 19–13) Jegyzőkönyv |           |                  | Accor Arena, Párizs Nézőszám: 12 337 Játékvezetők: Martin Vulić (CRO), Ariadna Chueca (ESP), Yevgeniy Mikheyev (KAZ) |
| 2024. augusztus 7. 11:00 | Nogić 17                                 | Pont      | Smith 22         | Accor Arena, Párizs Nézőszám: 12 337 Játékvezetők: Martin Vulić (CRO), Ariadna Chueca (ESP), Yevgeniy Mikheyev (KAZ) |
| 2024. augusztus 7. 11:00 | Raca 7                                   | Lepattanó | Smith 13         | Accor Arena, Párizs Nézőszám: 12 337 Játékvezetők: Martin Vulić (CRO), Ariadna Chueca (ESP), Yevgeniy Mikheyev (KAZ) |
| 2024. augusztus 7. 11:00 | Anderson, Nogić 5                        | Gólpassz  | Melbourne 5      | Accor Arena, Párizs Nézőszám: 12 337 Játékvezetők: Martin Vulić (CRO), Ariadna Chueca (ESP), Yevgeniy Mikheyev (KAZ) |

| 2024. augusztus 7. 14:30 | Spanyolország (ESP)                      | 66–79     | Belgium (BEL)          | Accor Arena, Párizs Nézőszám: 11 852 Játékvezetők: Matthew Kallio (CAN), Jenna Reneau (USA), Maripier Malo (CAN) |
| 2024. augusztus 7. 14:30 | (26–26, 11–22, 12–19, 17–12) Jegyzőkönyv |           |                        | Accor Arena, Párizs Nézőszám: 11 852 Játékvezetők: Matthew Kallio (CAN), Jenna Reneau (USA), Maripier Malo (CAN) |
| 2024. augusztus 7. 14:30 | Gustafson 21                             | Pont      | Linskens, Meesseman 19 | Accor Arena, Párizs Nézőszám: 11 852 Játékvezetők: Matthew Kallio (CAN), Jenna Reneau (USA), Maripier Malo (CAN) |
| 2024. augusztus 7. 14:30 | Gustafson 7                              | Lepattanó | Meesseman 9            | Accor Arena, Párizs Nézőszám: 11 852 Játékvezetők: Matthew Kallio (CAN), Jenna Reneau (USA), Maripier Malo (CAN) |
| 2024. augusztus 7. 14:30 | Gil, Ortiz 3                             | Gólpassz  | Delaere, Vanloo 7      | Accor Arena, Párizs Nézőszám: 11 852 Játékvezetők: Matthew Kallio (CAN), Jenna Reneau (USA), Maripier Malo (CAN) |

| 2024. augusztus 7. 18:00 | Németország (GER)                        | 71–84     | Franciaország (FRA) | Accor Arena, Párizs Nézőszám: 12 399 Játékvezetők: Amy Bonner (USA), Carlos Peralta (ECU), Blanca Burns (USA) |
| 2024. augusztus 7. 18:00 | (19–23, 14–22, 16–21, 22–18) Jegyzőkönyv |           |                     | Accor Arena, Párizs Nézőszám: 12 399 Játékvezetők: Amy Bonner (USA), Carlos Peralta (ECU), Blanca Burns (USA) |
| 2024. augusztus 7. 18:00 | N. Sabally 20                            | Pont      | Johannès 24         | Accor Arena, Párizs Nézőszám: 12 399 Játékvezetők: Amy Bonner (USA), Carlos Peralta (ECU), Blanca Burns (USA) |
| 2024. augusztus 7. 18:00 | N. Sabally 13                            | Lepattanó | Williams 6          | Accor Arena, Párizs Nézőszám: 12 399 Játékvezetők: Amy Bonner (USA), Carlos Peralta (ECU), Blanca Burns (USA) |
| 2024. augusztus 7. 18:00 | Fiebich, Peterson 3                      | Gólpassz  | Williams 5          | Accor Arena, Párizs Nézőszám: 12 399 Játékvezetők: Amy Bonner (USA), Carlos Peralta (ECU), Blanca Burns (USA) |

| 2024. augusztus 7. 21:30 | Nigéria (NGR)                            | 74–88     | Egyesült Államok (USA) | Accor Arena, Párizs Nézőszám: 12 437 Játékvezetők: Viola Györgyi (NOR), Juan Fernández (ARG), Yann Davidson (MAD) |
| 2024. augusztus 7. 21:30 | (17–26, 16–26, 15–24, 26–12) Jegyzőkönyv |           |                        | Accor Arena, Párizs Nézőszám: 12 437 Játékvezetők: Viola Györgyi (NOR), Juan Fernández (ARG), Yann Davidson (MAD) |
| 2024. augusztus 7. 21:30 | Amukamara 19                             | Pont      | Wilson 20              | Accor Arena, Párizs Nézőszám: 12 437 Játékvezetők: Viola Györgyi (NOR), Juan Fernández (ARG), Yann Davidson (MAD) |
| 2024. augusztus 7. 21:30 | Kunaiyi-Akpannah 8                       | Lepattanó | Wilson 11              | Accor Arena, Párizs Nézőszám: 12 437 Játékvezetők: Viola Györgyi (NOR), Juan Fernández (ARG), Yann Davidson (MAD) |
| 2024. augusztus 7. 21:30 | Kalu 7                                   | Gólpassz  | Thomas 6               | Accor Arena, Párizs Nézőszám: 12 437 Játékvezetők: Viola Györgyi (NOR), Juan Fernández (ARG), Yann Davidson (MAD) |

### Elődöntők
| 2024. augusztus 9. 17:30 | Egyesült Államok (USA)                   | 85–64     | Ausztrália (AUS) | Accor Arena, Párizs Nézőszám: 11 919 Játékvezetők: Gatis Saliņš (LAT), Viola Györgyi (NOR), Péter Praksch (HUN) |
| 2024. augusztus 9. 17:30 | (20–16, 25–11, 21–13, 19–24) Jegyzőkönyv |           |                  | Accor Arena, Párizs Nézőszám: 11 919 Játékvezetők: Gatis Saliņš (LAT), Viola Györgyi (NOR), Péter Praksch (HUN) |
| 2024. augusztus 9. 17:30 | Young 14                                 | Pont      | Borlase 11       | Accor Arena, Párizs Nézőszám: 11 919 Játékvezetők: Gatis Saliņš (LAT), Viola Györgyi (NOR), Péter Praksch (HUN) |
| 2024. augusztus 9. 17:30 | Wilson 8                                 | Lepattanó | Smith 7          | Accor Arena, Párizs Nézőszám: 11 919 Játékvezetők: Gatis Saliņš (LAT), Viola Györgyi (NOR), Péter Praksch (HUN) |
| 2024. augusztus 9. 17:30 | három játékos 5                          | Gólpassz  | három játékos 3  | Accor Arena, Párizs Nézőszám: 11 919 Játékvezetők: Gatis Saliņš (LAT), Viola Györgyi (NOR), Péter Praksch (HUN) |

| 2024. augusztus 9. 21:00 | Franciaország (FRA)                            | 81–75 (h. u.) | Belgium (BEL)   | Accor Arena, Párizs Nézőszám: 12 389 Játékvezetők: Luis Castillo (ESP), Takaki Kato (JPN), Ariadna Chueca (ESP) |
| 2024. augusztus 9. 21:00 | (14–17, 17–19, 17–15, 18–15, 15–9) Jegyzőkönyv |               |                 | Accor Arena, Párizs Nézőszám: 12 389 Játékvezetők: Luis Castillo (ESP), Takaki Kato (JPN), Ariadna Chueca (ESP) |
| 2024. augusztus 9. 21:00 | Williams 18                                    | Pont          | Meesseman 19    | Accor Arena, Párizs Nézőszám: 12 389 Játékvezetők: Luis Castillo (ESP), Takaki Kato (JPN), Ariadna Chueca (ESP) |
| 2024. augusztus 9. 21:00 | Badiane, Rupert 7                              | Lepattanó     | Meesseman 14    | Accor Arena, Párizs Nézőszám: 12 389 Játékvezetők: Luis Castillo (ESP), Takaki Kato (JPN), Ariadna Chueca (ESP) |
| 2024. augusztus 9. 21:00 | Johannès 5                                     | Gólpassz      | három játékos 6 | Accor Arena, Párizs Nézőszám: 12 389 Játékvezetők: Luis Castillo (ESP), Takaki Kato (JPN), Ariadna Chueca (ESP) |

### Bronzmérkőzés
| 2024. augusztus 11. 11:30 | Belgium (BEL)                            | 81–85     | Ausztrália (AUS) | Accor Arena, Párizs Nézőszám: 11 968 Játékvezetők: Amy Bonner (USA), Blanca Burns (USA), Jenna Reneau (USA) |
| 2024. augusztus 11. 11:30 | (19–20, 17–17, 25–23, 20–25) Jegyzőkönyv |           |                  | Accor Arena, Párizs Nézőszám: 11 968 Játékvezetők: Amy Bonner (USA), Blanca Burns (USA), Jenna Reneau (USA) |
| 2024. augusztus 11. 11:30 | Vanloo 26                                | Pont      | Magbegor 30      | Accor Arena, Párizs Nézőszám: 11 968 Játékvezetők: Amy Bonner (USA), Blanca Burns (USA), Jenna Reneau (USA) |
| 2024. augusztus 11. 11:30 | Linskens 8                               | Lepattanó | Magbegor 13      | Accor Arena, Párizs Nézőszám: 11 968 Játékvezetők: Amy Bonner (USA), Blanca Burns (USA), Jenna Reneau (USA) |
| 2024. augusztus 11. 11:30 | Vanloo 11                                | Gólpassz  | Melbourne 7      | Accor Arena, Párizs Nézőszám: 11 968 Játékvezetők: Amy Bonner (USA), Blanca Burns (USA), Jenna Reneau (USA) |

### Döntő
| 2024. augusztus 11. 15:30 | Franciaország (FRA)                     | 66–67     | Egyesült Államok (USA) | Accor Arena, Párizs Nézőszám: 12 126 Játékvezetők: Boris Krejić (SLO), Viola Györgyi (NOR), Martin Vulić (CRO) |
| 2024. augusztus 11. 15:30 | (9–15, 16–10, 18–20, 23–22) Jegyzőkönyv |           |                        | Accor Arena, Párizs Nézőszám: 12 126 Játékvezetők: Boris Krejić (SLO), Viola Györgyi (NOR), Martin Vulić (CRO) |
| 2024. augusztus 11. 15:30 | Williams 19                             | Pont      | Wilson 21              | Accor Arena, Párizs Nézőszám: 12 126 Játékvezetők: Boris Krejić (SLO), Viola Györgyi (NOR), Martin Vulić (CRO) |
| 2024. augusztus 11. 15:30 | Williams 7                              | Lepattanó | Wilson 13              | Accor Arena, Párizs Nézőszám: 12 126 Játékvezetők: Boris Krejić (SLO), Viola Györgyi (NOR), Martin Vulić (CRO) |
| 2024. augusztus 11. 15:30 | Badiane 3                               | Gólpassz  | Gray, Plum 4           | Accor Arena, Párizs Nézőszám: 12 126 Játékvezetők: Boris Krejić (SLO), Viola Györgyi (NOR), Martin Vulić (CRO) |

## Végeredmény
| Helyezés | Csapat                 |
| -------- | ---------------------- |
| Arany    | Egyesült Államok (USA) |
| Ezüst    | Franciaország (FRA)    |
| Bronz    | Ausztrália (AUS)       |
| 4.       | Belgium (BEL)          |
| 5.       | Spanyolország (ESP)    |
| 6.       | Szerbia (SRB)          |
| 7.       | Németország (GER)      |
| 8.       | Nigéria (NGR)          |
| 9.       | Kína (CHN)             |
| 10.      | Puerto Rico (PUR)      |
| 11.      | Kanada (CAN)           |
| 12.      | Japán (JPN)            |